# Humfred III van Toron
Humfred III van Toron (latijn, Henfredus de Torono), (1141 - 1173) was heer van Oultrejordain (Transjordanië) met de burchten Kerak en Montreal, en was titulair heer van Toron.
Hij was een zoon van Humfred II van Toron en zijn moeder was een dochter van Reinier Brus. Humfred huwde in 1163 met Stephanie van Milly, een dochter van Filips van Milly. Ze kregen in 1166 een zoon, Humfred IV van Toron, en in 1168 een dochter, Isabella van Toron, zij huwde Ruben III van Armenië. Humfred komt voor in een charter van 21 juli 1160, waarbij hij getuige is van schenkingen aan de kerk van het Heilige Sacrament. In 1173 werd het kasteel Kerak belegerd door Nur ed-Din, echter wist Humfred dit te verbreken. Humfred werd in 1173 vermoord, voordat hij zijn vader kon opvolgen als heer van Toron; die titel werd doorgegeven aan zijn zoon Humfred IV. 